# Gran Premio del Giappone 2017
Il Gran Premio del Giappone 2017 è stata la sedicesima prova della stagione 2017 del campionato mondiale di Formula 1. La gara si è corsa domenica 8 ottobre 2017 sul circuito di Suzuka ed è stata vinta dal britannico Lewis Hamilton su Mercedes, al suo sessantunesimo successo nel mondiale. Hamilton ha preceduto all'arrivo i due piloti della Red Bull Racing-TAG Heuer, l'olandese Max Verstappen e l'australiano Daniel Ricciardo.
Questo gran premio segna l'ultima gara in F1 per Jolyon Palmer.

## Vigilia

### Sviluppi futuri
Viene annunciato che Carlos Sainz Jr. anticiperà il suo approdo alla Renault, previsto per la stagione 2018, già dal Gran Premio degli Stati Uniti d'America, al posto di Jolyon Palmer. Alla Scuderia Toro Rosso verrà nuovamente impiegato Daniil Kvjat, sostituito, dal Gran Premio della Malesia, da Pierre Gasly.

### Aspetti tecnici
Per questa gara la Pirelli, fornitrice unica degli pneumatici, porta mescole di tipo medium, soft e supersoft.
La Federazione Internazionale dell'Automobile stabilisce che i piloti potranno utilizzare il Drag Reduction System solo sul rettilineo dei box, con punto per la determinazione del distacco fra piloti indicato prima del Casio Triangle.
Dopo l'incidente patito al termine della gara della Malesia, era stata messa in dubbio l'efficienza del cambio sulla monoposto di Sebastian Vettel. La Scuderia Ferrari però non evidenzia nessun problema, evitando così la sua sostituzione.

### Aspetti sportivi
Il pilota danese Tom Kristensen è nominato commissario aggiunto da parte della FIA; ha già svolto tale funzione anche in passato, l'ultima al Gran Premio di Spagna.
La Renault annuncia l'arrivo, quale direttore esecutivo, dell'ex responsabile tecnico della FIA, Marcin Budkoski. Questa assunzione scatena le critiche delle altre scuderie dello Strategy Group, che scrivono una lettera alla Federazione.
La Scuderia Toro Rosso conferma, quale pilota titolare, Pierre Gasly, fino al termine della stagione, con l'unico dubbio che riguarda il Gran Premio degli Stati Uniti d'America, in concomitanza con l'ultima gara della Super Formula, categoria nella quale il francese è ancora in lizza per il titolo.

## Prove

### Resoconto
Sebastian Vettel ritocca il record della pista, nella prima sessione di prove libere. Il tedesco ha ottenuto il tempo con un treno di gomme supersoft non nuovo, in quanto, nel tentativo veloce, è stato bloccato dall'esposizione delle bandiere rosse, dovute all'incidente che ha coinvolto Carlos Sainz Jr.. Lo spagnolo della Toro Rosso è uscito di pista alla curva 11, sbattendo violentemente contro le barriere. Il pilota sarà penalizzato di 20 posizioni sulla griglia di partenza, per la necessità di sostituire la power unit.
In classifica, alle spalle di Vettel, si è posizionato Lewis Hamilton, staccato di due decimi, mentre terzo ha chiuso Daniel Ricciardo. Kimi Räikkönen è quarto, limitato da un surriscaldamento dei freni posteriori. Ha preceduto il suo connazionale Valtteri Bottas e Max Verstappen.
La seconda sessione è stata condizionata da una forte pioggia, tanto da iniziare con 45 minuti di ritardo, che poi non sono stati recuperati al termine previsto. Solo 5 piloti hanno concluso un giro cronometrato, con Lewis Hamilton che preceduto di 8 decimi Esteban Ocon; terzo ha chiuso l'altro pilota della Force India, Sergio Pérez. Le condizioni difficili del tracciato hanno portato i piloti ha commettere degli errori di guida, che però non hanno portato a danni alle monoposto. La maggior parte dei piloti hanno deciso di preservare le gomme da bagnato per le libere del sabato e le qualifiche, che però si annunciano con tempo secco. Sainz ha compiuto due giri con la vettura, per controllare che sia in piena efficienza, dopo l'incidente del mattino. Sulla Mercedes di Valtteri Bottas viene sostituito il cambio; il finnico perde 5 posizioni in griglia di partenza. Sulla McLaren di Fernando Alonso viene sostituita la power unit a causa di un problema con l'impianto idraulico; lo spagnolo è penalizzato di 35 posizioni sulla griglia di partenza. Viene penalizzato di 20 posizioni, invece, Jolyon Palmer, per la sostituzione del motore termico, del turbo e della MGU-H.
Le prove libere del sabato vedono le prime due posizioni conquistate dalla Mercedes, con Bottas, che con mescole soft, precede di soli 14 millesimi Lewis Hamilton. Il finlandese, nel giro con le gomme supersoft, è uscito di pista alla Spoon, provocando l'esposizione delle bandiere rosse, che interrompono la sessione. Bottas, con una sospensione danneggiata, non è più riuscito a riprendere la pista. Sebastian Vettel ha chiuso col terzo tempo, a più di tre decimi dal tempo del primo. Anche Kimi Räikkönen è stato protagonista di un'uscita di pista, che ha comportato l'interruzione della sessione. Anche in questo caso il pilota ha dovuto interrompere le prove, e i meccanici hanno dovuto riparare la monoposto per consentirgli di prendere parte alle qualifiche.

### Risultati
Nella prima sessione del venerdì si è avuta questa situazione:
| Pos | Nº | Pilota           | Costruttore               | Tempo    | Gap    | Giri |
| --- | -- | ---------------- | ------------------------- | -------- | ------ | ---- |
| 1   | 5  | Sebastian Vettel | Ferrari                   | 1'29"166 |        | 23   |
| 2   | 44 | Lewis Hamilton   | Mercedes                  | 1'29"377 | +0"211 | 29   |
| 3   | 3  | Daniel Ricciardo | Red Bull Racing-TAG Heuer | 1'29"541 | +0"375 | 27   |

Nella seconda sessione del venerdì si è avuta questa situazione:
| Pos | Nº | Pilota         | Costruttore          | Tempo    | Gap    | Giri |
| --- | -- | -------------- | -------------------- | -------- | ------ | ---- |
| 1   | 44 | Lewis Hamilton | Mercedes             | 1'48"719 |        | 4    |
| 2   | 31 | Esteban Ocon   | Force India-Mercedes | 1'49"518 | +0"799 | 3    |
| 3   | 11 | Sergio Pérez   | Force India-Mercedes | 1'51"345 | +2"626 | 3    |

Nella sessione del sabato mattina si è avuta questa situazione:
| Pos | Nº | Pilota           | Costruttore | Tempo    | Gap    | Giri |
| --- | -- | ---------------- | ----------- | -------- | ------ | ---- |
| 1   | 77 | Valtteri Bottas  | Mercedes    | 1'29"055 |        | 9    |
| 2   | 44 | Lewis Hamilton   | Mercedes    | 1'29"069 | +0"014 | 19   |
| 3   | 5  | Sebastian Vettel | Ferrari     | 1'29"379 | +0"324 | 23   |

## Qualifiche

### Resoconto
Le qualifiche si disputano sotto un cielo estremamente nuvoloso, senza però alcuna precipitazione. In Q1 la vettura di Kimi Räikkönen è pronta solo quando mancano poco più di undici minuti alla fine sella sessione; il finnico non ha però problemi particolari nel rientrare tra i piloti qualificati, anche se la riparazione comporta la sostituzione del cambio, e perciò 5 posizioni di penalità in griglia.
Hamilton si pone al comando, seguito da Vettel, mentre Valtteri Bottas rischia l'incidente, uscendo di pista alla Degner. La sessione è interrotta quando manca poco più di un minuto al suo termine, per l'incidente di Romain Grosjean, che esce di pista alle S. Il tempo restante non consente poi ai piloti di entrare in pista per migliorare i tempi. Vengono eliminate le due Sauber di Marcus Ericsson e Pascal Wehrlein, insieme a Lance Stroll, Pierre Gasly e lo stesso Grosjean.
In Q2, tutti optano per le gomme a mescola supersoft, ad eccezione di Kimi Räikkönen e Valtteri Bottas, che scelgono le soft, consci di dover scontare entrambi 5 posizioni di penalità per la sostituzione del cambio. La mescola usata in questa sessione è infatti quella con cui i piloti devono partire in gara.
Nonostante la mescola più dura, riescono entrambi a qualificarsi per l'ultima manche, anche se con un distacco notevole dal miglior tempo di Lewis Hamilton, unico pilota a scendere sotto il muro del minuto e ventotto. Sono eliminati i piloti della Renault, oltre a Stoffel Vandoorne, Kevin Magnussen e Carlos Sainz Jr..
Nell'ultima e decisiva fase, il pilota britannico della Mercedes stabilisce ancora il nuovo record della pista, precedendo di mezzo secondo Vettel. Più staccate le due Red Bull Racing, mentre Räikkönen, a causa di un errore di guida, deve abortire il primo tentativo.
Hamilton è capace di migliorare nell'ultimo tentativo, ottenendo la sua settantunesima pole position, la prima a Suzuka, che era l'unico circuito del mondiale 2017 nel quale non era partito in prima posizione. Bottas è secondo, ma a causa della penalizzazione, scala in sesta posizione; la prima fila è completata da Sebastian Vettel.

### Risultati
Nella sessione di qualifica si è avuta questa situazione:
| Pos                         | Nº | Pilota            | Costruttore               | Q1       | Q2       | Q3       | Griglia |
| --------------------------- | -- | ----------------- | ------------------------- | -------- | -------- | -------- | ------- |
| 1                           | 44 | Lewis Hamilton    | Mercedes                  | 1'29"047 | 1'27"819 | 1'27"319 | 1       |
| 2                           | 77 | Valtteri Bottas   | Mercedes                  | 1'29"332 | 1'28"543 | 1'27"651 | 6       |
| 3                           | 5  | Sebastian Vettel  | Ferrari                   | 1'29"352 | 1'28"225 | 1'27"791 | 2       |
| 4                           | 3  | Daniel Ricciardo  | Red Bull Racing-TAG Heuer | 1'29"475 | 1'28"935 | 1'28"306 | 3       |
| 5                           | 33 | Max Verstappen    | Red Bull Racing-TAG Heuer | 1'29"181 | 1'28"747 | 1'28"332 | 4       |
| 6                           | 7  | Kimi Räikkönen    | Ferrari                   | 1'29"163 | 1'29"079 | 1'28"498 | 10      |
| 7                           | 31 | Esteban Ocon      | Force India-Mercedes      | 1'30"115 | 1'29"199 | 1'29"111 | 5       |
| 8                           | 11 | Sergio Pérez      | Force India-Mercedes      | 1'29"696 | 1'29"343 | 1'29"260 | 7       |
| 9                           | 19 | Felipe Massa      | Williams-Mercedes         | 1'30"352 | 1'29"687 | 1'29"480 | 8       |
| 10                          | 14 | Fernando Alonso   | McLaren-Honda             | 1'30"525 | 1'29"749 | 1'30"687 | 20      |
| 11                          | 2  | Stoffel Vandoorne | McLaren-Honda             | 1'30"654 | 1'29"778 | N.D.     | 9       |
| 12                          | 27 | Nico Hülkenberg   | Renault                   | 1'30"252 | 1'29"879 | N.D.     | 11      |
| 13                          | 20 | Kevin Magnussen   | Haas-Ferrari              | 1'30"774 | 1'29"972 | N.D.     | 12      |
| 14                          | 30 | Jolyon Palmer     | Renault                   | 1'30"516 | 1'30"022 | N.D.     | 18      |
| 15                          | 55 | Carlos Sainz Jr.  | Toro Rosso                | 1'30"565 | 1'30"413 | N.D.     | 19      |
| 16                          | 8  | Romain Grosjean   | Haas-Ferrari              | 1'30"849 | N.D.     | N.D.     | 13      |
| 17                          | 10 | Pierre Gasly      | Toro Rosso                | 1'31"317 | N.D.     | N.D.     | 14      |
| 18                          | 18 | Lance Stroll      | Williams-Mercedes         | 1'31"409 | N.D.     | N.D.     | 15      |
| 19                          | 9  | Marcus Ericsson   | Sauber-Ferrari            | 1'31"597 | N.D.     | N.D.     | 16      |
| 20                          | 94 | Pascal Wehrlein   | Sauber-Ferrari            | 1'31"885 | N.D.     | N.D.     | 17      |
| Tempo limite 107%: 1'35"280 |    |                   |                           |          |          |          |         |

In grassetto sono indicate le migliori prestazioni in Q1, Q2 e Q3.

## Gara

### Resoconto
A pochi minuti dalla partenza i tecnici della Scuderia Ferrari sono al lavoro sulla vettura di Sebastian Vettel, per un problema a una candela. La vettura viene regolarmente schierata in griglia di partenza.
Alla partenza Lewis Hamilton mantiene il comando della gara, seguito da Sebastian Vettel, mentre Daniel Ricciardo prima cede una posizione a Max Verstappen, poi anche a Esteban Ocon. Seguono Valtteri Bottas, Sergio Pérez e Felipe Massa. Al via si ritira subito Carlos Sainz Jr., già nelle prime curve. Nel corso del primo passaggio Verstappen infila Vettel per il secondo posto, mentre Kimi Räikkönen sfiora il contatto con Nico Hülkenberg, e si ritrova solo quindicesimo.
La vettura di Vettel presenta problemi, tanto da venire scavalcata anche da Ocon, Ricciardo e Bottas. La direzione di gara invia in pista la safety car, per consentire ai commissari di pulire il tracciato dai detriti lasciati dalla monoposto incidentata di Sainz. Alla ripartenza, al quarto giro, Vettel opta per il ritiro.
L'altro ferrarista, Kimi Räikkönen, inizia una veloce rimonta che lo porta, già al settimo giro, in zona punti. Al giro 8 Marcus Ericsson esce di pista alla Degner: la direzione di gara decide per la Virtual safety car. Nel frattempo Räikkönen, che ha sorpassato Hülkenberg, è ottavo. All'undicesimo giro termina il regime della vettura di sicurezza virtuale: Ocon cede la terza posizione prima a Ricciardo, poi a Bottas. Al giro 14 Räikkönen strappa il settimo posto a Massa. Altri 6 giri e il finnico passa anche Pérez. Il ferrarista guadagna ancora una posizione, al giro 21, con il pit stop di Ocon.
Al ventiduesimo passaggio Verstappen effettua la sua sosta. Rientra in pista davanti a Räikkönen. La Mercedes richiama anch'essa subito Hamilton, che rientra in pista davanti all'olandese. Ricciardo va in testa fino al suo cambiogomme, poi tocca a condurre a Bottas, che però dà spazio a Hamilton, inseguito, da vicino, da Verstappen. Dopo il suo pit stop, al giro 30, Bottas è quarto, davanti a Nico Hülkenberg, che ha passato Räikkönen, al giro 29, dopo la sosta del ferrarista. Quest'ultimo recupera la quinta posizione al giro 33, con un sorpasso sul pilota tedesco della Renault.
Hülkenberg cambia gli pneumatici solo al giro 39, ma poi è costretto al ritiro dopo un paio di giri per un problema al DRS. Al giro 47 Lance Stroll esce di pista, per la rottura di una sospensione, alle S. La direzione di gara opta ancora per la Virtual safety car.
Negli ultimi giri Bottas si avvicina a Ricciardo, mentre Max Verstappen porta a meno di un secondo la distanza da Hamilton, che accusa problemi di vibrazione. Le possibilità dell'olandese di passare il britannico vengono però congelate dalla lotta, tra doppiati, per il decimo posto, tra Massa e Alonso, che rende possibile un attacco nell'ultimo giro.
Lewis Hamilton vince, per la sessantunesima volta, ampliando a 59 punti il vantaggio in classifica su Vettel; Verstappen chiude secondo, mentre Ricciardo ottiene il terzo posto in volata su Bottas.

### Risultati
I risultati del Gran Premio sono i seguenti:
| Pos | Nº | Pilota            | Costruttore               | Giri | Tempo/Ritiro   | Griglia | Punti |
| --- | -- | ----------------- | ------------------------- | ---- | -------------- | ------- | ----- |
| 1   | 44 | Lewis Hamilton    | Mercedes                  | 53   | 1h27'31"194    | 1       | 25    |
| 2   | 33 | Max Verstappen    | Red Bull Racing-TAG Heuer | 53   | +1"211         | 4       | 18    |
| 3   | 3  | Daniel Ricciardo  | Red Bull Racing-TAG Heuer | 53   | +9"679         | 3       | 15    |
| 4   | 77 | Valtteri Bottas   | Mercedes                  | 53   | +10"580        | 6       | 12    |
| 5   | 7  | Kimi Räikkönen    | Ferrari                   | 53   | +32"622        | 10      | 10    |
| 6   | 31 | Esteban Ocon      | Force India-Mercedes      | 53   | +1'07"788      | 5       | 8     |
| 7   | 11 | Sergio Pérez      | Force India-Mercedes      | 53   | +1'11"424      | 7       | 6     |
| 8   | 20 | Kevin Magnussen   | Haas-Ferrari              | 53   | +1'28"953      | 12      | 4     |
| 9   | 8  | Romain Grosjean   | Haas-Ferrari              | 53   | +1'29"883      | 13      | 2     |
| 10  | 19 | Felipe Massa      | Williams-Mercedes         | 52   | +1 giro        | 8       | 1     |
| 11  | 14 | Fernando Alonso   | McLaren-Honda             | 52   | +1 giro        | 20      |       |
| 12  | 30 | Jolyon Palmer     | Renault                   | 52   | +1 giro        | 18      |       |
| 13  | 10 | Pierre Gasly      | Toro Rosso                | 52   | +1 giro        | 14      |       |
| 14  | 2  | Stoffel Vandoorne | McLaren-Honda             | 52   | +1 giro        | 9       |       |
| 15  | 94 | Pascal Wehrlein   | Sauber-Ferrari            | 51   | +2 giri        | 17      |       |
| Rit | 18 | Lance Stroll      | Williams-Mercedes         | 45   | Sospensione    | 15      |       |
| Rit | 27 | Nico Hülkenberg   | Renault                   | 40   | Ala posteriore | 11      |       |
| Rit | 9  | Marcus Ericsson   | Sauber-Ferrari            | 7    | Incidente      | 16      |       |
| Rit | 5  | Sebastian Vettel  | Ferrari                   | 4    | Candela        | 2       |       |
| Rit | 55 | Carlos Sainz Jr.  | Toro Rosso                | 0    | Testacoda      | 19      |       |

## Classifiche mondiali

### Piloti
| Pos | Pilota            | Punti |
| --- | ----------------- | ----- |
| 1   | Lewis Hamilton    | 306   |
| 2   | Sebastian Vettel  | 247   |
| 3   | Valtteri Bottas   | 234   |
| 4   | Daniel Ricciardo  | 192   |
| 5   | Kimi Räikkönen    | 148   |
| 6   | Max Verstappen    | 111   |
| 7   | Sergio Pérez      | 82    |
| 8   | Esteban Ocon      | 65    |
| 9   | Carlos Sainz Jr.  | 48    |
| 10  | Nico Hülkenberg   | 34    |
| 11  | Felipe Massa      | 34    |
| 12  | Lance Stroll      | 32    |
| 13  | Romain Grosjean   | 28    |
| 14  | Kevin Magnussen   | 15    |
| 15  | Stoffel Vandoorne | 13    |
| 16  | Fernando Alonso   | 10    |
| 17  | Jolyon Palmer     | 8     |
| 18  | Pascal Wehrlein   | 5     |
| 19  | Daniil Kvjat      | 4     |

### Costruttori
| Pos | Costruttore          | Punti |
| --- | -------------------- | ----- |
| 1   | Mercedes             | 540   |
| 2   | Ferrari              | 395   |
| 3   | Red Bull-TAG Heuer   | 303   |
| 4   | Force India-Mercedes | 147   |
| 5   | Williams-Mercedes    | 66    |
| 6   | Toro Rosso           | 52    |
| 7   | Haas-Ferrari         | 43    |
| 8   | Renault              | 42    |
| 9   | McLaren-Honda        | 23    |
| 10  | Sauber-Ferrari       | 5     |

## Decisioni della FIA
Fernando Alonso è stato penalizzato di due punti sulla Superlicenza per aver ignorato a lungo le bandiere blu.